# Holocaust: A Music Memorial Film
Holocaust: A Music Memorial Film (em Portugal, Holocausto de Auschwitz) é um documentário britânico de 2005 dirigido por James Kent.

## Sinopse
Para assinalar o sexagésimo aniversário da libertação de Auschwitz, um filme que reflete sobre o fato chocante de os nazistas usarem a música como um fator psicológico na máquina de morte deles. Sobreviventes que foram forçados a tocar nas orquestras organizadas pelos SS contam as suas experiências e pela primeira vez desde a altura da libertação, foi dada permissão para se ouvir de novo música em Auschwitz.
Músicos de todo o mundo, incluindo o violinista russo Maxim Vengerov, os sopranos Isabel Bayrakdarian e Kate Royal e o pianista americano Emanuel Ax, prestam o seu tributo a cerca de um milhão e meio de pessoas que foram mortas em Auschwitz. O filme inclui ainda musica litúrgica judia assim como obras de Mozart, Bach, Chopin, Messiaen e Gorecki. 